# Scinax cardosoi
Scinax cardosoi es una especie de platos de la familia Hylidae. Es endémica de Brasil.
Sus hábitats naturales incluyen bosques tropicales o subtropicales secos y a baja altitud, montanos secos y ríos. Está amenazada de extinción por la destrucción de su hábitat natural.